# Algoritmo di elezione
L'algoritmo di elezione viene eseguito nei sistemi distribuiti per stabilire il coordinatore a cui i processi fanno riferimento per un servizio.
Se il coordinatore si guasta, l'intero sistema si blocca. Per risolvere il problema, occorre eseguire un algoritmo di elezione in cui i processi ancora attivi eleggono un nuovo coordinatore.
Gli algoritmi di elezione più famosi sono:
- Algoritmo dello spaccone di Garcia - Molina, 1982
- Algoritmo ad anello di Le Lann, 1977
- Algoritmo di Chang e Roberts, 1979
- Algoritmo di Dolev, Klawe e Rodeh, 1982